# Richard Case
Pour les articles homonymes, voir Case (homonymie).
Richard Case, né en 1964, est un dessinateur de comics américain.

## Biographie
Richard Case naît en 1964 aux États-Unis. Il étudie le dessin sous la conduite de Walt Simonson. En 1980, il dessine sa première série Docteur Strange pour Marvel Comics. Puis il travaille pour DC Comics et plus particulièrement pour Vertigo. Là il illustre les aventures de la Doom Patrol sur des scénarios de Grant Morrison. Il dessine aussi des épisodes de Sandman, de Preacher et des séries mettant en scène Timothy Hunter. Il dessine aussi parfois pour Marvel (Spider-Man, Fantastique Four).

## Œuvre

### Albums publiés en français
- Preacher, Panini Comics, collection Vertigo cult

4. Histoire ancienne, scénario de Garth Ennis, dessins de Richard Case, Carlos Ezquerra et Steve Pugh, 2008  (ISBN 978-2-8094-0388-6)
- Preacher Special, Le Téméraire, collection Vertigo

3. La Tragédie de Tronchdecul, scénario de Garth Ennis, dessins de Richard Case, 1999  (ISBN 2-84399-057-2)
- Sandman, scénario de Neil Gaiman, Panini Comics, collection Vertigo cult

9. Les Bienveillantes, dessins de Richard Case, D'Israeli, Glyn Dillon, Dean Ormston, Teddy Kristiansen, Charles Vess et Marc Hempel, 2008  (ISBN 978-2-8094-0410-4)

### Albums publiés en anglais
- Darkhold, Pages from the Book of Sins, Marvel Comics

1. Rise of the Midnight Sons part 4 : Black Ltter, scénario de Christian Cooper, dessins de Richard Case, 1992
11. Midnight Massacre part 3 : Doomsday, scénario de Christian Cooper, dessins de Richard Case, 1993
- Doom Patrol, DC Comics, collection Vertigo (intégrales)

48. Entertaining Mr Evans, scénario de Grant Morrison, dessins de Richard Case, 1991
INT2. The Painting That Ate Paris, scénario de Grant Morrison, dessins de Richard Case, 2004
INT3. Down Paradise Way, scénario de Grant Morrison, dessins de Richard Case et John E. Workman Jr., 2005  (ISBN 1-401-20726-X)
INT4. Musclebound, scénario de Grant Morrison, dessins de Richard Case, Vince Giarrano, Rian Hugues et Jamie Hewlett, 2006  (ISBN 1-84856-170-9)
INT5. Magic Bus, scénario de Grant Morrison, dessins de Richard Case et Ken Steacy, 2007  (ISBN 1-401-21202-6)
INT6. Planet Love, scénario de Grant Morrison, dessins de Richard Case, 2008  (ISBN 1-401-21624-2)
- Preacher, DC Comics, collection Vertigo

INT4. Ancient history, scénario de Garth Ennis, dessins de Richard Case, Carlos Ezquerra et Steve Pugh, 1998
Preacher Special: The story of you-know-who, scénario de Garth Ennis, dessins de Richard Case, 1996
- Doctor Strange: Strange Tales, scénario de Peter B. Gillis et Bill Mantlo, dessins de Richard Case, Dan Lawlis, Larry Alexander, Terry Shoemaker et Chris Warner, Marvel Comics, 2011  (ISBN 978-0-7851-5549-2)